# Сика (Дагестан)
Сика — село в Табасаранском районе Республики Дагестан («Россия). Входит в состав сельского поселения Сельсовет Куркакский».

## География
Расположено в 6,5 км юго-восточнее районного центра c. Хучни и в 127 км от Махачкалы.
Население в 2021 году составляло 104 человека.

## Население
| 1895 | 1926 | 1939 | 1970 | 1989 | 2002 | 2010 |
| ---- | ---- | ---- | ---- | ---- | ---- | ---- |
| 345  | ↘84  | ↘77  | ↗91  | ↗122 | ↗187 | ↘113 |
| 2021 |      |      |      |      |      |      |
| ↘104 |      |      |      |      |      |      |